# Armoiries du Nicaragua
Les armoiries du Nicaragua a été adopté pour la première fois le 21 août 1823 comme armoiries de l’Amérique centrale, mais a subi plusieurs changements au cours de son histoire, jusqu’à ce que sa dernière version (à partir de 1999) soit introduite en 1971.
Elle est composée d'un triangle équilatéral qui représente l'égalité. Dans la partie inférieure, on peut voir une cordillère composée de cinq volcans entre deux océans qui représentent l'unité et la fraternité des cinq pays d'Amérique centrale. Un bonnet phrygien illumine la scène avec des rayons de lumières représentant la liberté. Un arc en ciel à sept bandes couvre les montagnes représentant la paix. Tout autour du triangle, on peut voir la dénomination officielle du pays: « República de Nicaragua - América Central ».

## Autres emblèmes du Nicaragua
- arbre national : arbousier ou arbre aux fraises (Arbutus unedo)
- fleur nationale : fleur du frangipanier (Plumeria rubra)
- oiseau national : guardabarranco ou motmot à sourcils bleus, oiseau proche du quetzal